# Polebrnjak
Polebrnjak – bezludna wyspa w Chorwacji, na Morzu Adriatyckim.
Leży w Šoltanskim kanale, u wybrzeży wyspy Šolta. Zajmuje powierzchnię 0,061 km². Jej wymiary to 0,35 × 0,2 km. Długość linii brzegowej wynosi 0,95 km. Najwyższy punkt znajduje się na wysokości 14 m n.p.m..